# Johann von O’Brien

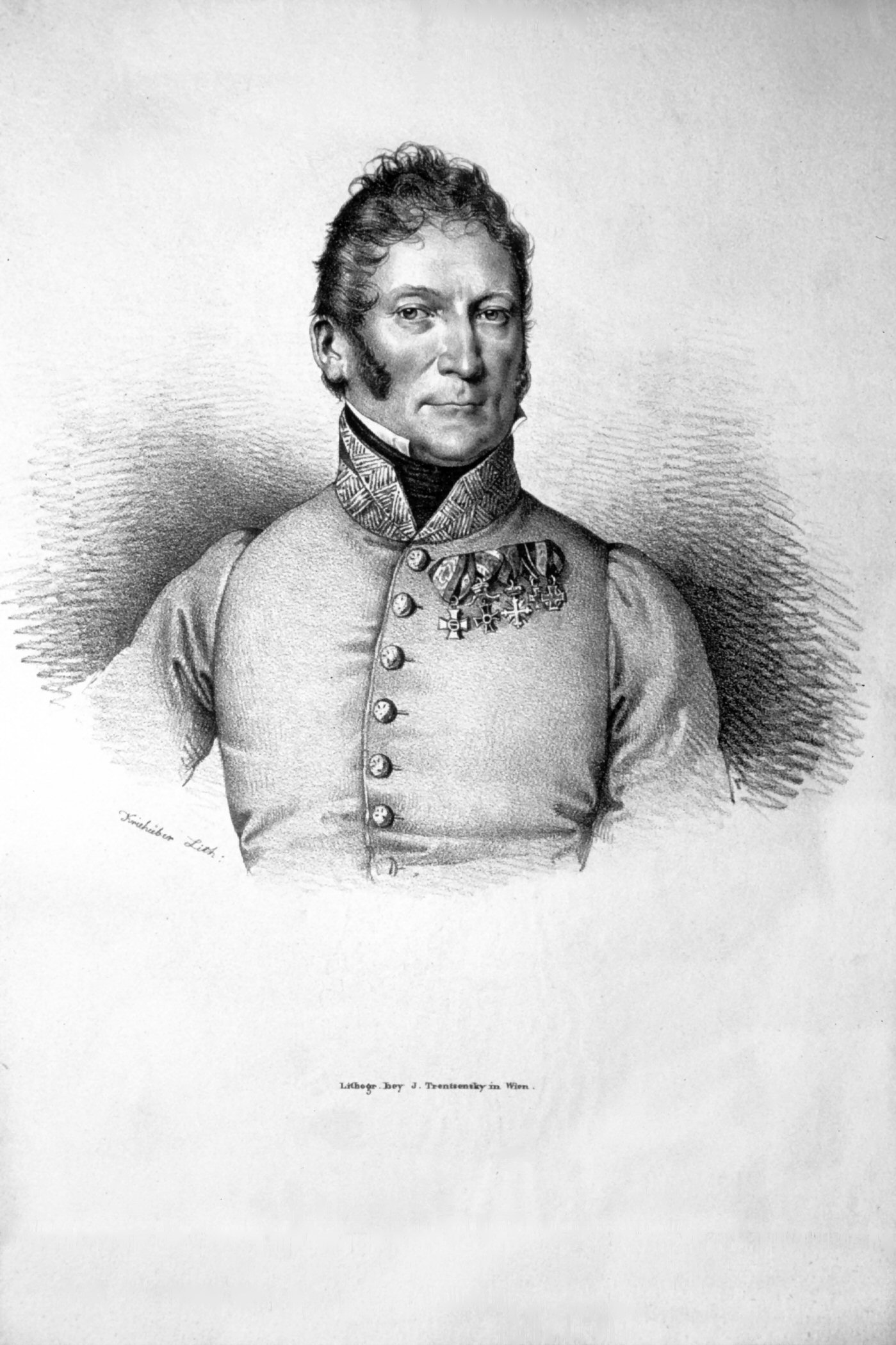
Johann von O’Brien, Lithographie von Josef Kriehuber, ca. 1830

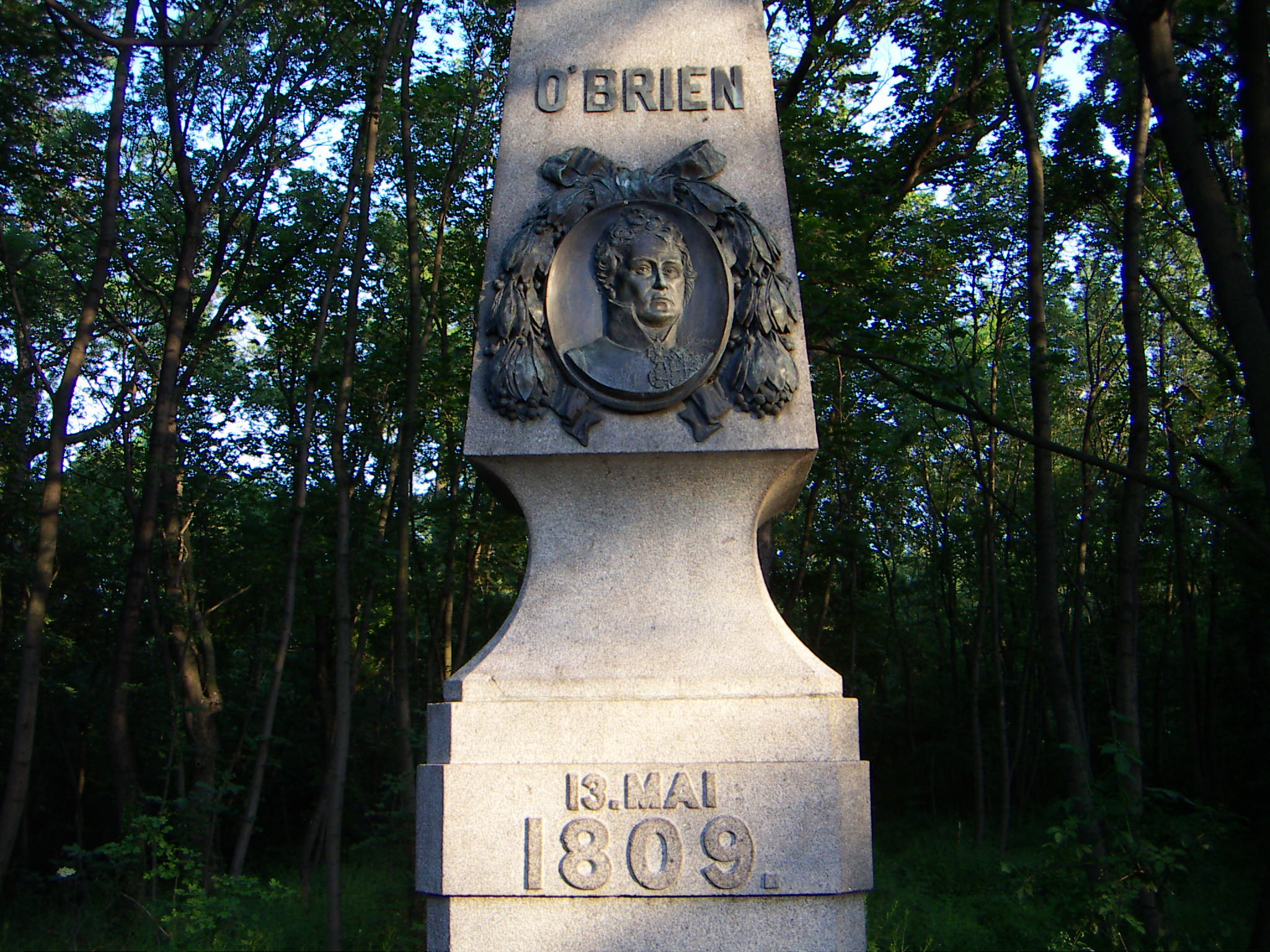
Denkmal in Jedlesee

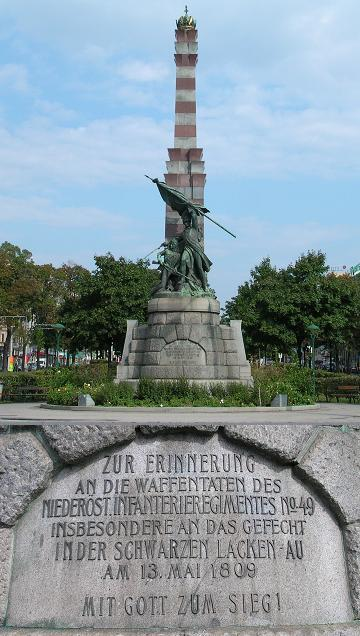
Denkmal beim Wiener Westbahnhof

Johann Freiherr von O’Brien, Graf von Thomond (* 1775 bei Karánsebes, Banat; † 5. September 1830 in Pest), war ein österreichischer Generalmajor mit irischen Wurzeln.

## Leben
Am 13. Mai 1809 gelang es ihm als Major des niederösterreichischen Infanterieregiments Nr. 49, die Bildung eines Brückenkopfes der Franzosen am linken Donauufer bei Jedlesee zu verhindern und damit den Aufmarsch der Truppen unter Erzherzog Carl im Norden Wiens zu ermöglichen. Die Franzosen unter Napoleon, die gleichentags am rechten Donauufer Wien kampflos besetzten, konnten daher erst am 20. Mai südöstlich von Wien bei der Lobau über die Donau setzen, wo dann in der Folge die Schlacht bei Aspern stattfand.
Als sich im Mai 1809 nach der Einnahme von Wien französische Truppen am linken Donauufer gegenüber Nussdorf festzusetzen begannen, um die Voraussetzungen für einen Donauübergang zu schaffen, erhielt das Infanterieregiment Nr. 49 den Auftrag, das dort befindliche Augebiet Schwarzlackenau hinter dem Donauarm Schwarze Lacke wieder freizukämpfen und gemeinsam mit dem niederösterreichischen Landwehrbataillon des Oberstleutnant Obergfell gegen weitere Übersetzversuche des Feindes zu verteidigen. Dabei hatte das Regiment 6 Grenadier- und 3 Voltigeurkompanien des Korps Oudinot aus der Au zu vertreiben. O’Brien gelang es, mit 50 Freiwilligen in den Rücken des Feindes zu gelangen und diesen durch den unerwarteten Angriff in panischen Schrecken zu versetzen. Die Franzosen verloren dabei 230 Mann an Toten und Verwundeten, 15 Offiziere und 370 Mann gaben sich gefangen. Diese Waffentat war eine Voraussetzung für den Erfolg Erzherzog Carls bei Aspern.
O’Brien wurde mit dem Maria-Theresia-Orden ausgezeichnet.
Ihm zu Ehren entstand das O’Brien-Denkmal, ein von A. Weinguni geschaffener rund fünf Meter hoher Obelisk mit Reichsapfel, auf dem sich ein stehender Adler mit ausgebreiteten Schwingen befindet (enthüllt am 17. Juni 1909; 1932 und 1959 renoviert). Nach ihm ist auch die O’Brien-Gasse im 21. Wiener Gemeindebezirk Floridsdorf benannt (benannt am 27. Juni 1913), beides in der Nähe des einstigen Kampfplatzes. Auch das Hesser-Denkmal des Infanterieregiments Nr. 49 am Gürtel beim Wiener Westbahnhof hält diese Waffentat fest.

## Ausstellungen
- 2009: Bezirksmuseum Floridsdorf: Gefecht in der „Schwarzen Lacken Au“, vor 200 Jahren, zu Johann von O’Brien, Joseph Armand von Nordmann und andere Militärstrategen[3]